# Veia cólica média
A veia cólica média drena o cólon transverso e tipicamente desemboca na veia mesentérica superior (VMS), embora seu padrão de drenagem possa ser variável:

Em um estudo de Yamaguchi et al., foi constatado que a veia cólica média drena diretamente para a veia mesentérica superior em 84,5% dos casos, enquanto em 12,1% dos casos, ela drenava para o tronco gastrocólico. Maki et al. relataram que a veia cólica média drenava para a veia mesentérica superior em 62,5% dos pacientes, com outros locais de drenagem incluindo o tronco gastrocólico de Henle, veia mesentérica inferior, veia esplênica e veia jejunal.